# Ordem Militar de Sant'Iago da Espada
A Ordem Militar de Sant'Iago da Espada, formalmente Antiga, Nobilíssima e Esclarecida Ordem Militar de Sant'Iago da Espada, do Mérito Científico, Literário e Artístico, é uma ordem honorífica portuguesa criada em 5 de julho de 1175. Fundada enquanto ordem monástico-militar com o nome de Ordem de Santiago, teve propósitos religiosos, militares, senhoriais e honoríficos até 1789, quando por Carta de Lei da Rainha D. Maria I foi secularizada e passou a ordem honorífica. Extinta em 1910, foi restaurada a 1 de dezembro de 1918 no mandato de Sidónio Pais. Actualmente é concedida por Decreto do Presidente da República por motivos de mérito literário, científico e artístico.
A Ordem Militar de Sant'Iago da Espada tem 6 graus: Grande-Colar (grau especial), Grã-Cruz, Grande-Oficial, Comendador, Oficial e Cavaleiro. O Grande-Colar, criado em 1962, é o mais alto grau da Ordem e é concedido pelo Presidente da República a Chefes de Estado estrangeiros. O Grande-Colar pode ainda ser concedido pelo Presidente da República a antigos Chefes de Estado e a pessoas cujos feitos, de natureza extraordinária e especial relevância para Portugal, os tornem merecedores dessa distinção.
O Grão-Mestre da Ordem é, tal como nas demais Ordens Honoríficas Portuguesas, por inerência o Presidente da República, cargo exercido desde 2016 pelo Presidente Marcelo Rebelo de Sousa.

## História

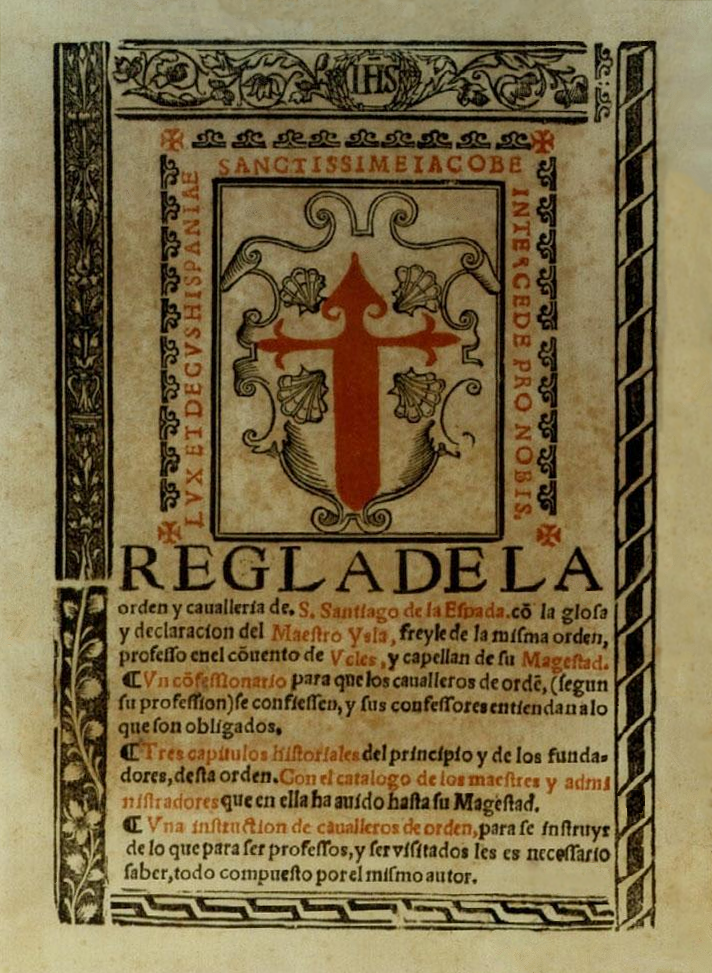
Regla de la orden y cavalleria de S. Santiago de la Espada / co(n) la glosa y declaracion del Maestro Ysla (1547).

A Ordem Militar de Sant’Iago da Espada foi fundada como ordem militar em Cáceres, em 1170, foi fundada por Pedro Fernández de Castro por autorização do Rei D. Fernando II de Leão, marido da Infanta D. Urraca de Portugal, filha do Rei D. Afonso Henriques e de D. Mafalda de Sabóia. A sede da Ordem em Castela foi depois transferida para Uclés. A sua devoção era ao Apóstolo Santiago Maior.
Em 1172 a Ordem foi introduzida em Portugal, vindo em auxílio do Rei D. Afonso Henriques. A Ordem foi confirmada pelo Papa Alexandre III em 1175 e teve os estatutos aprovados pelo Papa Inocêncio III, no IV Concílio de Latrão, em 1215, sendo transformada em ordem religiosa.
A Ordem de Sant’Iago desempenhou um papel activo na Reconquista cristã da Península, e concretamente na expulsão dos muçulmanos do Algarve. A sua primeira sede em Portugal foi o Mosteiro de Santos-o-Velho, em Lisboa, passando depois para Alcácer do Sal e posteriormente para Mértola.
Os Cavaleiros portugueses da Ordem de Sant’Iago continuaram a prestar obediência ao Mestre castelhano da Ordem até 1288 quando, no reinado de Rei D. Dinis I, o Papa Nicolau IV outorgou a isenção de obediência através da Bula Pastoralis officii. Procedeu-se depois à eleição do primeiro Mestre português, que foi D. João Fernandes.
Os protestos sucessivos dos reis castelhanos levaram novamente à sujeição da Ordem portuguesa à de Castela, com decisões contraditórias de vários Papas, até que, em 1452, o Papa Nicolau V através da Bula Ex apostolice sedis reconheceu definitivamente a autonomia da Ordem em Portugal e reconheceu como Mestre o Infante D. Fernando, duque de Viseu e de Beja, igualmente Mestre de Avis.
Em 1482 a sede da Ordem transferiu-se para o Castelo de Palmela, que acabou por ficar associado à Ordem. O último Mestre de Sant’Iago antes da união dos mestrados à Coroa em 1551, no reinado de D. João III, foi D. Jorge de Lencastre, Duque de Coimbra, filho ilegítimo de D. João II, que reformulou a Ordem com novos estatutos e ficou sepultado na Igreja do Castelo de Palmela.

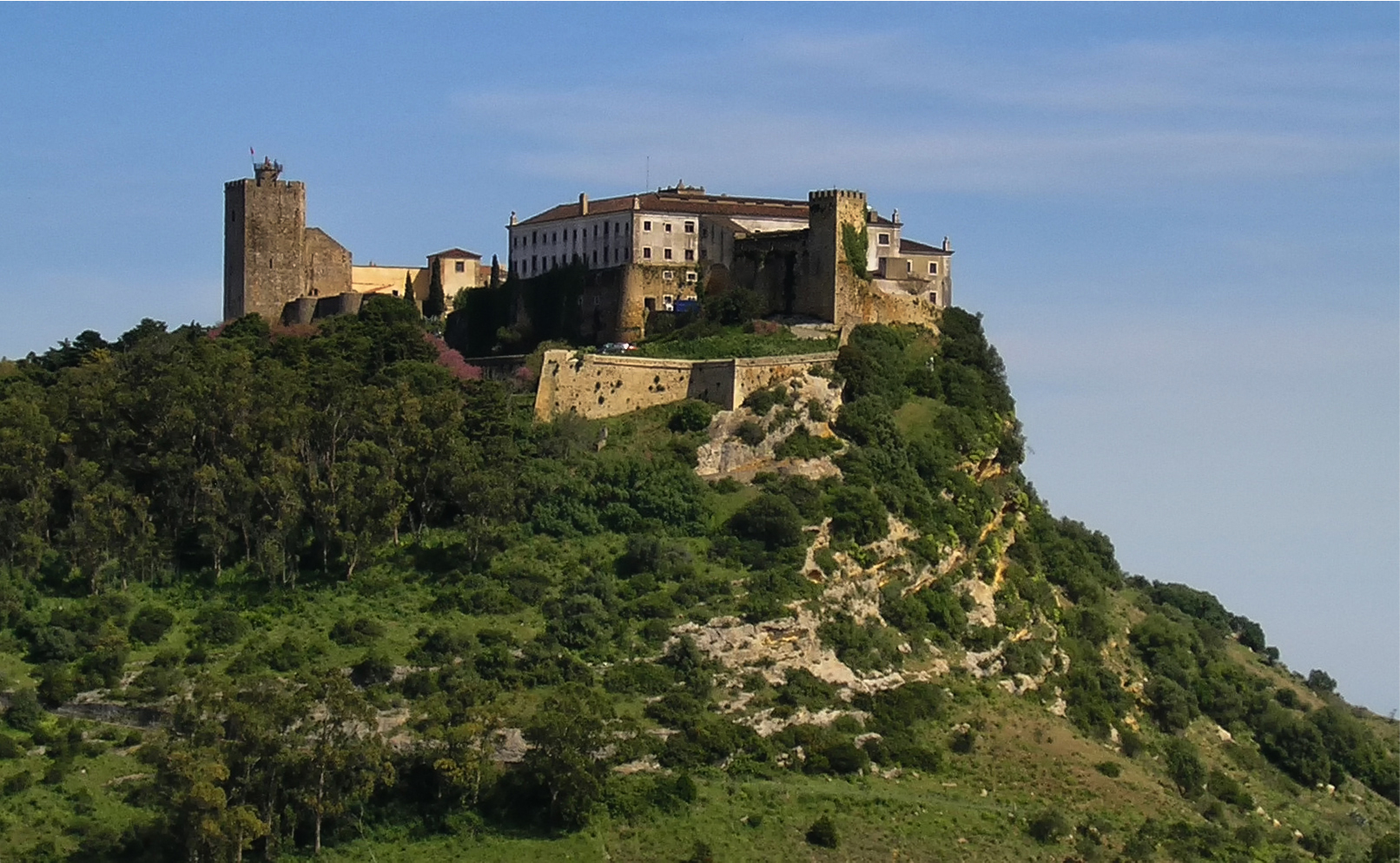
O castelo de Palmela, antiga sede da Ordem de Santiago em Portugal.

A Rainha D. Maria I por Carta de Lei de 1789 decretou a integração da insígnia de Sant’Iago na Banda das Três Ordens e transformou a Ordem em honorífica, determinando que "os despachos em beneficio de Pessoa que sirva na magistratura até ao lugar de Desembargador dos Aggravos da Casa da Supplicação inclusivé, será o Habito de Sant-Iago", dispondo ainda que "alem dos Magistrados, serão premiados com esta Ordem outros Serviços que pareçam dignos della, segundo a qualidade, e importancia das Pessoas, dos Empregos, e dos Serviços".
O Rei D. Luís I por Alvará Régio de 31 de Outubro de 1862 deu um âmbito totalmente distinto à Ordem de Sant’Iago, que passou então a ser designada como "Antiga, nobilissima e esclarecida ordem de S. Tiago do merito scientifico, litterario e artistico" e determinou que se destinaria a agraciar "o assignalado merecimento pessoal e relevantes serviços prestados ás sciencias, ás lettras e ás boas artes, tanto em ensino público, como em obras escriptas e obras artisticas".
A Ordem de Sant’Iago foi extinta, junto com as demais Ordens, com excepção da Torre e Espada, depois da Implantação da República. Só em 6 de Dezembro de 1918, no mandato do Presidente Sidónio Pais, a Ordem voltou a ser restabelecida, ficando determinado que "a Ordem de S. Tiago da Espada é destinada a premiar, em nacionais ou estrangeiros, o mérito scientífico, literário ou artístico".
O Grande-Colar da Ordem Militar de Sant’Iago da Espada foi criado pela reforma de 1962, sendo destinado a agraciar Chefes de Estado. Os elementos escolhidos para o colar, as vieiras, remetem para o símbolo do santo protector da antiga Ordem, Santiago Maior.

## Motivos de concessão
A Ordem Militar de Sant’Iago da Espada destina-se a distinguir o mérito literário, científico e artístico.

## Insígnias
São insígnias da Ordem Militar de Sant’Iago da Espada o colar, a banda, a placa e a medalha. São ainda insígnias da Ordem a miniatura e a roseta.

### Distintivo

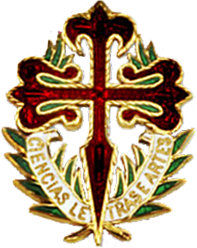
Distintivo da Ordem.

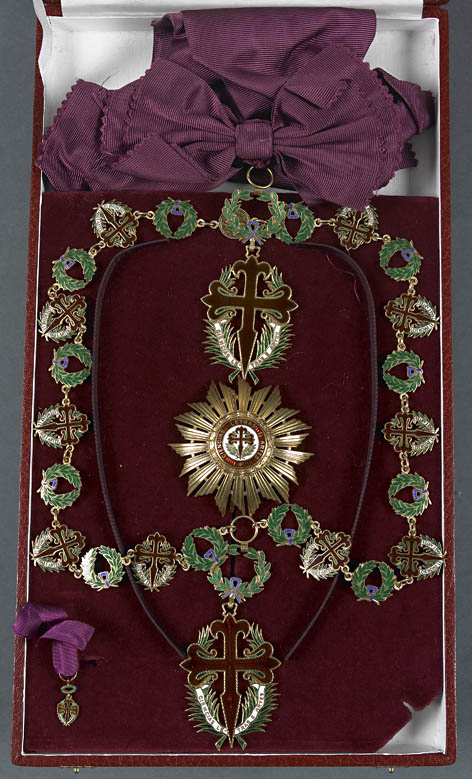
Insígnias de Grã-Cruz (colar, banda e placa).

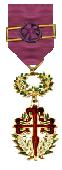
Insígnia de Oficial.

O distintivo da Ordem Militar de Sant'Iago da Espada é uma cruz em forma de espada, de esmalte vermelho, perfilada de ouro, assente sobre duas palmas entrelaçadas, de esmalte verde, perfiladas de ouro, com a legenda "Ciências, Letras e Artes", em letras maiúsculas de ouro, sobre listel de esmalte branco.
A cor da Ordem é o violeta.

### Colar
Ao grau de Grande-Colar pertence um colar formado por vieiras, suspensas em corrente dupla. Ao centro, uma vieira maior, ladeada por dois golfinhos. O colar, todo de ouro, tem pendente e encadeado por uma coroa de louros com os seus frutos, a cruz da Ordem, de esmalte violeta e perfilada de ouro, circundada por um festão de folhas de louro com os seus frutos, atado com fitas cruzadas nos topos e nos lados, também de ouro.
Aos graus de Grã-Cruz, Grande-Oficial, Comendador e Oficial cabe um colar de ouro esmaltado formado, alternadamente, de coroas de louros de esmalte verde perfiladas e frutadas, e distintivos da Ordem. Pendente e encadeado por uma coroa de louros, semelhante às anteriores, terá o distintivo, que será, como o colar, de ouro esmaltado.
Aos Cavaleiros e Damas cabe um colar de prata esmaltada, no restante idêntico aos colares dos graus de Grã-Cruz a Oficial.

### Banda
A banda é reservada aos graus de Grande-Colar e Grã-Cruz.
Para o Grande-Colar a banda é de seda violeta, posta a tiracolo da direita para a esquerda, tendo pendente sobre o laço a cruz idêntica à pendente do colar.
Para a Grã-Cruz a banda é de seda violeta, posta a tiracolo da direita para a esquerda, tendo pendente sobre o laço o distintivo.

### Placa
Ao Grande-Colar cabe uma placa de ouro esmaltado em raios, tendo ao centro a cruz idêntica à pendente do colar.
Aos graus de Grã-Cruz e Grande-Oficial cabe uma placa de ouro esmaltado em raios, tendo ao centro um círculo de esmalte branco carregado do distintivo da Ordem, envolvido por uma coroa circular de esmalte vermelho, contida em filetes de ouro, com a legenda Ciências, Letras e Artes, em letras maiúsculas de ouro, tudo circundado por um festão de louro de ouro.
Aos Comendadores é outorgada uma placa de prata esmaltada, no restante idêntica às dos graus de Grã-Cruz e Grande-Oficial.

### Medalha
Os Oficiais e Cavaleiros usam uma medalha com o distintivo da Ordem pendente de uma coroa de louros de esmalte verde perfilada e frutada a ouro, suspenso de fita violeta, com fivela dourada. No caso dos Oficiais dispõe de uma roseta da cor da fita sobre a fivela.
As senhoras agraciadas usam laço em vez de medalha. O laço dispõe de roseta no nó para o grau de Oficial, sendo simples para as Damas.

### Miniatura e roseta
São ainda insígnias da Ordem a miniatura e a roseta.
A miniatura, idêntica para todos os graus, consta do distintivo em miniatura suspenso de uma pequena fita de seda violeta.
A roseta, da cor da Ordem, tem as seguintes diferenças: roseta filetada interiormente de ouro para Grande-Colar, roseta com galão de ouro para Grã-Cruz, roseta com galão de ouro e prata para Grande-Oficial, roseta com galão de prata para Comendador, roseta singela para Oficial e fita sem roseta para Cavaleiro ou Dama.

## Graus
O Presidente da República é por inerência Grão-Mestre de todas as ordens honoríficas portuguesas.
Tal como nas restantes ordens honoríficas portuguesas, a Ordem Militar de Sant'Iago da Espada tem duas categorias de membros: titulares e honorários. São titulares os cidadãos portugueses agraciados com a Ordem, sendo honorários os cidadãos estrangeiros e as instituições e localidades nacionais ou estrangeiras condecoradas.
É composta pelos seis graus seguintes, em ordem decrescente de preeminência:
- Grande-Colar (GColSE)
- Grã-Cruz (GCSE)
- Grande-Oficial (GOSE)
- Comendador (ComSE)
- Oficial (OSE)
- Cavaleiro (CvSE) / Dama (DmSE)

Em 1962 foi criado o grau de Grande-Colar, grau máximo da Ordem.
Tal como nas demais ordens honoríficas portuguesas, o título de Membro-Honorário (MHSE) pode ser atribuído a instituições e localidades.
Para além dos cidadãos nacionais também os cidadãos estrangeiros podem ser agraciados com esta Ordem.

## Conselho
Como Chanceler do Conselho das Antigas Ordens Militares, que inclui a Ordem Militar de Sant'Iago da Espada, foi nomeado em 2016 o antigo Presidente da Assembleia da República Jaime Gama. Tendo sido reconduzido em 2021. Jaime Gama sucedeu ao General Vasco Rocha Vieira, que exerceu as funções de Chanceler de 2006 a 2016.

## Grandes-Colares

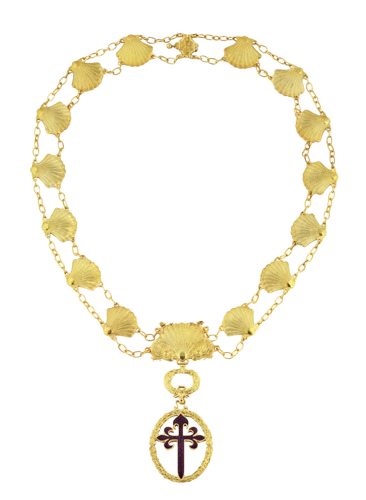
Grande-Colar da Ordem Militar de Sant'Iago da Espada

O Grande-Colar é o mais alto grau da Ordem Militar de Sant'Iago da Espada, habitualmente outorgado a Chefes de Estado. É usado pelo Presidente da República enquanto Grão-Mestre da Ordem. É geralmente outorgado a Chefes de Estado como segunda condecoração (previamente agraciados com o Grande-Colar da Ordem do Infante D. Henrique) ou sendo a primeira outorga como sinal de especial distinção. Actualmente, além do Grão-Mestre, a Ordem Militar de Sant'Iago da Espada tem 16 Grandes-Colares, todos honorários.

### Grão-Mestre
- Marcelo Rebelo de Sousa, Presidente da República Portuguesa (2016)

### Grandes-Colares Honorários(atuais)
- Rei Juan Carlos da Espanha (1978)
- Rainha Isabel II do Reino Unido (1979)
- Rainha Margarida II da Dinamarca (1992)
- Imperador Akihito do Japão (1993)
- Presidente Joaquim Chissano de Moçambique (1997)
- Presidente Fernando Henrique Cardoso do Brasil (1997)
- Presidente Arnold Rüütel da Estónia (2006)
- Rei Carlos XVI Gustavo da Suécia (2008)
- Rei Haroldo V da Noruega (2008)
- Rei Abdullah II da Jordânia (2009)
- Presidente Heinz Fischer da Áustria (2009)
- Grão-Duque Henrique do Luxemburgo (2010)
- Rei Maomé VI de Marrocos (2016)
- Presidente Alexander van der Bellen da Áustria (2019)

## Agraciados
| Categorias da Wikipédia                                    | Artigos |
| ---------------------------------------------------------- | ------- |
| Grandes-Colares da Ordem Militar de Sant'Iago da Espada    | 35      |
| Grã-Cruzes da Ordem Militar de Sant'Iago da Espada         | 177     |
| Grandes-Oficiais da Ordem Militar de Sant'Iago da Espada   | 162     |
| Comendadores da Ordem Militar de Sant'Iago da Espada       | 205     |
| Oficiais da Ordem Militar de Sant'Iago da Espada           | 142     |
| Cavaleiros da Ordem Militar de Sant'Iago da Espada         | 56      |
| Membros-Honorários da Ordem Militar de Sant'Iago da Espada | 40      |
| Total de artigos                                           | 817     |

Desde que foi restaurada em 1918 foram registados 2086 membros da Ordem Militar de Sant'Iago da Espada‎‎‎.
Entre os 1316 membros titulares há registo de 1 Grande-Colar, 124 Grã-Cruzes, 228 Grandes-Oficiais, 381 Comendadores, 364 Oficiais e 218 Cavaleiros ou Damas.
Entre os 770 membros honorários encontramos 31 Grandes-Colares, 119 Grã-Cruzes, 98 Grandes-Oficiais, 241 Comendadores, 157 Oficiais 70 Cavaleiros e Damas, para além de 54 Membros-Honorários, 51 entidades portuguesas e 3 entidades estrangeiras.
Entre os distinguidos com a Ordem Militar de Sant'Iago da Espada estão as seguintes personalidades, instituições e localidade:
| Nome                                      | Grau   | Data       | Notas                 |
| ----------------------------------------- | ------ | ---------- | --------------------- |
| Agustina Bessa-Luís                       | GOSE   | 1981-04-09 |                       |
| Agustina Bessa-Luís                       | GCSE   | 2006-01-26 |                       |
| Alexandre de Morais                       | OSE    | 1940-03-30 |                       |
| Alexandre O'Neill                         | GOSE   | 1990-06-10 |                       |
| Alice Jorge                               | OSE    | 1993-06-09 |                       |
| Álvaro Siza Vieira                        | GCSE   | 19-12-2023 | [ 23 ]                |
| Amália Rodrigues                          | DmSE   | 1958-07-16 |                       |
| Amália Rodrigues                          | OSE    | 1971-02-16 |                       |
| Amália Rodrigues                          | GCSE   | 1990-01-04 |                       |
| António Manuel Hespanha                   | GOSE   | 2000-11-07 |                       |
| António Salvado                           | ComSE  | 2010-02-06 | [ 24 ]                |
| Artur Agostinho                           | ComSE  | 2010-12-28 |                       |
| Associação Académica de Coimbra           | ComSE  | 1938-02-14 | MHSE ainda não criado |
| Carolina Michaëlis                        | OSE    | 1901       |                       |
| Cidade de Guimarães                       | MHSE   | 2013-06-28 |                       |
| Colégio Militar                           | MHSE   | 1978-04-20 |                       |
| David Mourão-Ferreira                     | GOSE   | 1981-07-13 |                       |
| David Mourão-Ferreira                     | GCSE   | 1996-06-03 |                       |
| Francisco da Cunha Rego Chaves            | OSE    | 1919-06-28 |                       |
| Francisco Torrinha                        | ComSE  | 1949-05-16 |                       |
| Gonçalo Byrne                             | GOSE   | 2006-01-18 |                       |
| Guilhermina Suggia                        | ComSE  | 1937-10-05 |                       |
| Gustavo Barroso                           | Gcse   | 1950-05-22 | Brasileiro            |
| Harald V da Noruega                       | GColSE | 2008-05-26 | Norueguês             |
| Instituto Gulbenkian de Ciência           | MHSE   | 2011-07-19 |                       |
| Instituto Militar dos Pupilos do Exército | MHSE   | 1981-06-02 |                       |
| Instituto Superior de Economia e Gestão   | MHSE   | 2011-05-23 |                       |
| Instituto Superior Técnico                | MHSE   | 2011-05-23 |                       |
| Joaquim de Carvalho                       | GCSE   | 1989-10-19 | [ 26 ]                |
| João Bastos                               | GOSE   | 1925-07-25 |                       |
| João Bernardo Vieira                      | GColSE | 1996-07-01 | Guineense             |
| João Gaspar Simões                        | GOSE   | 1981-07-13 |                       |
| Joly Braga Santos                         | ComSE  | 1981-07-13 |                       |
| José dos Santos Pimenta Formosinho        | CvSE   | 1959-02-02 |                       |
| José Gomes Ferreira                       | GOSE   | 1981-04-09 |                       |
| José Júlio Gonçalves Coelho               | OSE    | 1901       |                       |
| José Manuel Malhão Pereira                | ComSE  | 2013-07-22 |                       |
| José Saramago                             | ComSE  | 1985-08-24 |                       |
| José Saramago                             | GColSE | 1998-12-03 |                       |
| Luiz Saldanha                             | GOSE   | 1999-10-28 | [ 27 ]                |
| Manuel de Andrade                         | GOSE   | 1981-07-13 |                       |
| Maria de Lourdes Belchior                 | ComSE  | 1987-07-06 |                       |
| Maria Lúcia Lepecki                       | ComSE  | 2000-03-11 | Brasileira            |
| Maria Matos                               | OSE    | 1934-05-09 |                       |
| Milú                                      | ComSE  | 2007-05-02 |                       |
| Monsenhor Manuel Teixeira                 | ComSE  | 1989-06-09 |                       |
| Monsenhor Manuel Teixeira                 | GCSE   | 1999-12-07 |                       |
| Nadir Afonso                              | OSE    | 1984-07-30 |                       |
| Nadir Afonso                              | GOSE   | 2010-12-14 |                       |
| Paula Rego                                | GOSE   | 1995-06-09 |                       |
| Paula Rego                                | GCSE   | 2004-10-13 |                       |
| Raul Frederico Rato                       | OSE    | 1934-07-06 |                       |
| Raul Rêgo                                 | GCSE   | 1998-10-02 |                       |
| Rui Ennes Ulrich                          | GCSE   | 1935-03-25 |                       |
| Rui Preto Pacheco                         | OSE    | 1981-04-09 |                       |
| Ruy de Carvalho                           | ComSE  | 1998-02-27 |                       |
| Ruy de Carvalho                           | GOSE   | 2010-03-26 |                       |
| Tomás Mateus                              | ComSE  | 1972-12-28 |                       |
| Universidade de Lisboa                    | MHSE   | 2011-11-23 |                       |
| Universidade do Porto                     | MHSE   | 2011-03-22 |                       |
| Vasco Graça Moura                         | OSE    | 1983-08-03 |                       |
| Vasco Graça Moura                         | GCSE   | 2014-01-31 |                       |